# Amrita Pritam
Amrita Pritam, née le 31 août 1919 à Gujranwala et morte le 31 octobre 2005 à Delhi, est une romancière indienne.

## Biographie
Amrita Pritam est née en 1919 dans une famille sikh de Gujranwala au Pendjab, ville qui devient pakistanaise après la partition des Indes. Elle perd sa mère à l'âge de onze ans et est éduquée par son père, un enseignant et écrivain. À l'âge de seize ans, elle compose son premier poème, et commence à publier à 17 ans.
Ses premières œuvres sont écrites en hindi et en pendjabi. Elle est la première femme à recevoir, en 1955, le prix de la Sahitya Akademi pour une anthologie de poésie pendjabi. Elle est décorée en 1969 par le Padma Shri, décoration littéraire indienne, et par le Prix Jnanpith (le plus prestigieux prix littéraire indien) en 1981 pour Kagaz Te Kanvas (Papier et Toile).
Ses romans les plus célèbres sont Dr. Dev, Ek Thi Tara et Rang Ka Patta. Elle a écrit plus de trente livres, traduits dans plus de trente langues. Dans sa poésie et ses romans, elle ouvre un terrain de réflexion  sur la conduition féminine. Elle décrit aussi les violences faites aux femmes. Elle consacre également des poèmes à la séparation entre l'Inde et le Pakistan. Elle-même exilée en Inde à la suite de cette séparation, elle expose le déchirement qui en résulte.
Sa biographie s'intitule Rasidi Ticket. Elle devient membre de la Rajya Sabha (chambre haute du parlement indien) en 1986.
Elle meurt le 31 octobre 2005, à son domicile de New Delhi.